# 珍妮特·梁
珍妮特·梁（英語：Janet Leung，1994年4月25日—）是一名出生於加拿大安大略省的壘球選手，司職游擊手，目前效力於國家職業快速壘球聯盟加拿大狂野。她曾隨隊參加2020年夏季奧林匹克運動會壘球比賽，結果獲得銅牌。

## 外部連結
- 珍妮特·梁的X（前Twitter）
- 珍妮特·梁的Instagram帳戶